# Fernando Grijalba
Fernando Grijalba (Valladolid, 14 de enero de 1991) es un ciclista español. 

## Trayectoria
Debutó como profesional con el equipo Caja Rural-Seguros RGA en la temporada 2014 tras haber estado en el filial del equipo (Caja Rural-Seguros RGA amateur) durante dos años, obteniendo un total de nueve victorias en el campo amateur y consiguiendo la Copa de España de Ciclismo en la temporada 2013.
En su segunda prueba como profesional logró pisar el pódium en la primera etapa del Tour del Mediterráneo al ser el primer líder de la montaña de esa prueba.
En 2016 fichó por el conjunto dominicano Inteja-MMR y en 2017 corrió para el equipo Kuwait-Cartucho.es.
El 20 de noviembre de 2017 anunció su retirada del ciclismo tras cuatro temporadas como profesional y con 26 años de edad debido a la ausencia de un equipo de garantías que le contratase, ya que tenía ofertas de algunas escuadras asiáticas. Sin embargo, se recalificó como amateur firmando con el club Escribano Sport.

## Palmarés
2017
- 1 etapa del Tour de Filipinas